# Anacleora perfectaria
Anacleora perfectaria là một loài bướm đêm trong họ Geometridae.